# 美向上計画
『美向上計画』（びこうじょうけいかく）は、関西テレビで2008年4月7日から2010年12月27日まで、毎週月曜日21:54 - 22:00に放送されていたミニ番組。日本臓器製薬の一社提供。

## 概要
女性誌「ド・ヌーブ」の編集部に勤める記者・鈴木凛子が取材を通して「美」と「健康」に目覚めていく姿を描く。情報を採り上げるだけでなく、半年（27歳のみ3ヶ月）ごとにそれぞれの世代の凛子がさまざまなことに挑戦し成長していくドラマも同時に進行していく。
オープニングとエンディングではシンディ・ローパーの『Girls Just Wanna Have Fun』のイントロ部分が使用されている。
石川テレビ（日曜 21:54 - 22:00）・長野放送（水曜 21:54 - 22:00）・テレビ新広島（月曜 21:54 - 22:00）でも放送されていた。

## 内容

### 美向上計画〜鈴木凛子、21歳〜
2008年4月7日 - 9月29日放送。

#### あらすじ
21歳の鈴木凛子は趣味が高じて、囲碁雑誌の編集部に在籍しているが、化粧っ気が無く「美｣に対して無頓着だった。そんな彼女が女性誌の編集部に異動になり、取材を通して自分を磨きたいと思うようになる。

#### 出演
- 鈴木凛子 - 山川紗弥
- 「ド・ヌーブ」編集部長 - 真砂享子

### 美向上計画〜鈴木凛子、24歳〜
2008年10月6日 - 2009年3月30日放送。

#### あらすじ
24歳の鈴木凛子は釣り雑誌の敏腕ライターだが、175cmという身長にコンプレックスを持っていた。そんな彼女が女性誌の編集部に異動になり、取材を通して自分の美の可能性に気付いていく。

#### 出演
- 鈴木凛子 - 原裕美子
- 「ド・ヌーブ」編集部長 - 真砂享子

### 美向上計画〜鈴木凛子、29歳〜
2009年4月6日 - 9月28日放送。

#### あらすじ
女性誌の編集部に在籍している29歳の鈴木凛子は、新入社員がチヤホヤされる姿を気にしながら、今日も仕事に励んでいる。そんな彼女が取材を通して、もっとキレイになりたいと思うようになる。

#### 出演
- 鈴木凛子 - 映美くらら
- 「ド・ヌーブ」編集部長 - 真砂享子

### 美向上計画〜鈴木凛子、26歳〜
2009年10月5日 - 2010年3月29日放送。

#### あらすじ
26歳の鈴木凛子はデイトレードが趣味で、経済誌の編集部を志望していたが、諸事情により女性誌の編集部に異動となる。そんな彼女が取材を通して自分の美を磨こうとする。さらに兄に頼まれ、しばらくの間、姪の蘭子と同居することになる。

#### 出演
- 鈴木凛子 - 梶原麻莉子
- 蘭子 - 山本寛奈
- 「ド・ヌーブ」編集部長 - 真砂享子

### 美向上計画〜鈴木凛子、20歳〜
2010年4月5日 - 9月27日放送。

#### あらすじ
20歳の鈴木凛子はニューヨーク帰りの帰国子女（演じる河北麻友子もニューヨーク出身である）。そんな彼女が女性誌の編集部で働くことになり、取材を通して自分の美を磨くことや日本の文化、さらに社会人として働くことの意味を知っていく。中盤では、凛子に日本で初めての女友達ができる。

#### 出演
- 鈴木凛子 - 河北麻友子
- 「ド・ヌーブ」編集部長 - 真砂享子

### 美向上計画〜鈴木凛子、27歳〜
2010年10月4日 - 12月27日放送。

#### あらすじ
27歳の鈴木凛子は女性誌の編集部で働くライターで、プライベートでは遠距離恋愛中の彼氏がいる。そんな彼女が取材を通して自分の美を見つめ直す。

#### 出演
- 鈴木凛子 - 長澤奈央
- 「ド・ヌーブ」編集部・高木部長 - 真砂享子

| 関西テレビ 月曜21:54 - 22:00（ミニ番組放送枠） | 関西テレビ 月曜21:54 - 22:00（ミニ番組放送枠） | 関西テレビ 月曜21:54 - 22:00（ミニ番組放送枠） |
| 前番組                                         | 番組名 | 次番組                                         |
| ---------------------------------------------- | --- | ---------------------------------------------- |
| 美WALK〜デュークからの贈り物〜                 | 美向上計画〜鈴木凛子、21歳〜 ↓ 美向上計画〜鈴木凛子、24歳〜 ↓ 美向上計画〜鈴木凛子、29歳〜 ↓ 美向上計画〜鈴木凛子、26歳〜 ↓ 美向上計画〜鈴木凛子、20歳〜 ↓ 美向上計画〜鈴木凛子、27歳〜 | アシタノカタチ                                 |